# Спурій Фурій Медуллін Фуз (консул 464 року до н. е.)
Спурій Фурій Медуллін Фуз (лат. Spurius Furius Medullinus Fusus; ? — 453 до н. е.) — політичний, державний і військовий діяч часів ранньої Римської республіки, консул 464 року до н. е., консул-суффект 453 років до н. е.

## Життєпис
Походив з патриціанської роду Фуріїв. Про молоді роки, батьків немає відомостей. 
У 464 році до н. е. його було обрано консулом разом з Авлом Постумієм Альбом Регілленом. Під час своєї каденції воював проти еквів, які взяли в облогу Герніки (союзників Риму). Проте в цій кампанії Фурій зазнав невдачі, був оточений ворогом, під час прориву легіони зазнали відчутних втрат, а самого Медулліна було поранено. Після цього разом з Постумієм та Титом Квінкцієм Капітоліном Барбатом вони перейшли у наступ, завдавши поразку еквам.
У 453 році до н. е. його було призначено консулом-суффектом по смерті від моровиці ймовірно чуми консула Секста Квінтілія Вара. Брав участь у подоланні цієї моровиці, під час якої помер.